# アレック・マッコーエン
アレック・マッコーエン（Alec McCowen, 本名：Alexander Duncan McCowen, CBE、1925年5月26日 - 2017年2月6日）は、イングランドの俳優。

## 人物
ケント・タンブリッジ・ウェルス出身。王立演劇学校に学び、オールド・ヴィック・シアターやロイヤル・シェイクスピア・カンパニーで舞台に立つ。映画ではアルフレッド・ヒッチコック監督の『フレンジー』や、『ネバーセイ・ネバーアゲイン』のQ役で知られた。
2017年2月6日、91歳で死去。

## 主な出演作品
- 怒りの海 The Cruel Sea (1953)
- 愛情は深い海のごとく The Deep Blue Sea (1955)
- 歩兵の前進 Private's Progress (1956) クレジットなし
- 非情の時 Time Without Pity (1956)
- 脱走4万キロ The One That Got Away (1957)
- 潜航雷撃隊 The Silent Enemy (1958)
- SOSタイタニック/忘れえぬ夜 A Night to Remember (1958)
- 恋愛とルイシャム氏 Love and Mr Lewisham (1959) テレビドラマ
- 長距離ランナーの孤独 The Loneliness of the Long Distance Runner (1962)
- アレクサンダー・グラハム・ベル Alexander Graham Bell (1965) テレビドラマ
- 華麗なる激情 The Agony and the Ecstasy (1965)
- 影なき裁き The Witches (1966)
- 大洋のかなたに The Hawaiians (1970)
- フレンジー Frenzy (1972)
- スティービー Stevie (1978)
- ハノーバー・ストリート 哀愁の街かど Hanover Street (1979)
- ヘンリー五世 The Life of Henry the Fifth (1979) テレビ映画
- 十二夜 Twelfth Night (1980) テレビ映画
- ネバーセイ・ネバーアゲイン Never Say Never Again (1983)
- おしどり探偵 The Secret Adversary (1983) テレビ映画
- フォーエバー・ヤング Forever Young (1984)
- Hなえっちな変態SMクラブ Personal Services (1987)
- 遠い夜明け Cry Freedom (1987)
- ヘンリー五世 Henry V (1989)
- エイジ・オブ・イノセンス/汚れなき情事 The Age of Innocence (1993)
- 経度への挑戦 Longitude (2000) テレビ映画
- デビッド・コパーフィールド David Copperfield (2000) テレビ映画
- ギャング・オブ・ニューヨーク Gangs of New York (2002)